# Me ei olla enää me
Me ei olla enää me (in finlandese "Non siamo più noi") è un singolo della cantante pop finlandese Sanni, pubblicato nel 2013 dalla Warner Music Finland.
Il singolo è entrato nelle classifiche e ha raggiunto la terza posizione nella classifica dei singoli più comprati, la sesta di quella dei singoli più scaricati e la quarta di quella dei brani più trasmessi in radio.
Sono stati girati due video musicali per il singolo. Il primo è stato pubblicato sull'account ufficiale di Sanni l'11 ottobre 2013 mentre il secondo video è stato pubblicato il 2 dicembre 2013.

## Tracce
1. Me ei olla enää me – 3:53

## Classifica
| Classifica           | Massima posizione |
| -------------------- | ----------------- |
| Finlandia            | 3                 |
| Finlandia (download) | 6                 |
| Finlandia (radio)    | 4                 |